# Dark (Moran)
dark (dark?) è il terzo EP della rock band visual kei giapponese Moran. È stato pubblicato il 19 marzo 2014 dall'etichetta indie SPEED-DISK.
Si tratta di un concept album ideato come una raccolta di ballad romantiche in cui ognuno dei cinque membri del gruppo ha registrato una canzone (musica compresa), compreso il cantante Hitomi che fino a quel momento si era occupato esclusivamente dei testi.
L'album è stato stampato in due versioni entrambi in confezione jewel case: una special edition con DVD extra ed una normal edition con copertina modificata e un brano in più.

## Tracce
Dopo il titolo è indicata fra parentesi "()" la grafia originale del titolo.
1. Nozomenai to shiru ketsumatsu ni, riyū ga boku o nagusameru (望めないと知る結末に、理由が僕を慰める?) - 4:47 (Hitomi - vivi)
2. The Hermit (The Hermit?) - 4:02 (Hitomi - Ivy)
3. Negai to uta (ネガイトウタ?) - 7:20 (Hitomi - Sizna)
4. Fairy Tale (Fairy Tale?) - 4:59 (Hitomi - Sizna); brano presente solo nell'edizione normale
5. Ikō, hakushi no chronicle (以降、白紙のクロニクル?) - 4:34 (Hitomi)
6. Haru no yoru no, hito shizuku (春の夜の、ひと雫?) - 4:56 (Hitomi - Soan)

### DVD
1. Haru no yoru no, hito shizuku (春の夜の、ひと雫?); videoclip

## Formazione
- Hitomi - voce
- Sizna - chitarra
- vivi - chitarra
- Ivy - basso
- Soan - batteria